# Radosinj
Radosinj (en serbe cyrillique : Радосин) est un village de Serbie situé dans la municipalité de Babušnica, district de Pirot. Au recensement de 2011, il comptait 41 habitants.
Radosinj est également connu sous le nom de Radosin.

## Démographie
| 1948 | 1953 | 1961 | 1971 | 1981 | 1991 | 2002 | 2011 |
| ---- | ---- | ---- | ---- | ---- | ---- | ---- | ---- |
| 594  | 554  | 498  | 445  | 298  | 151  | 71   | 41   |

|  |